# 莫蒂蒂島

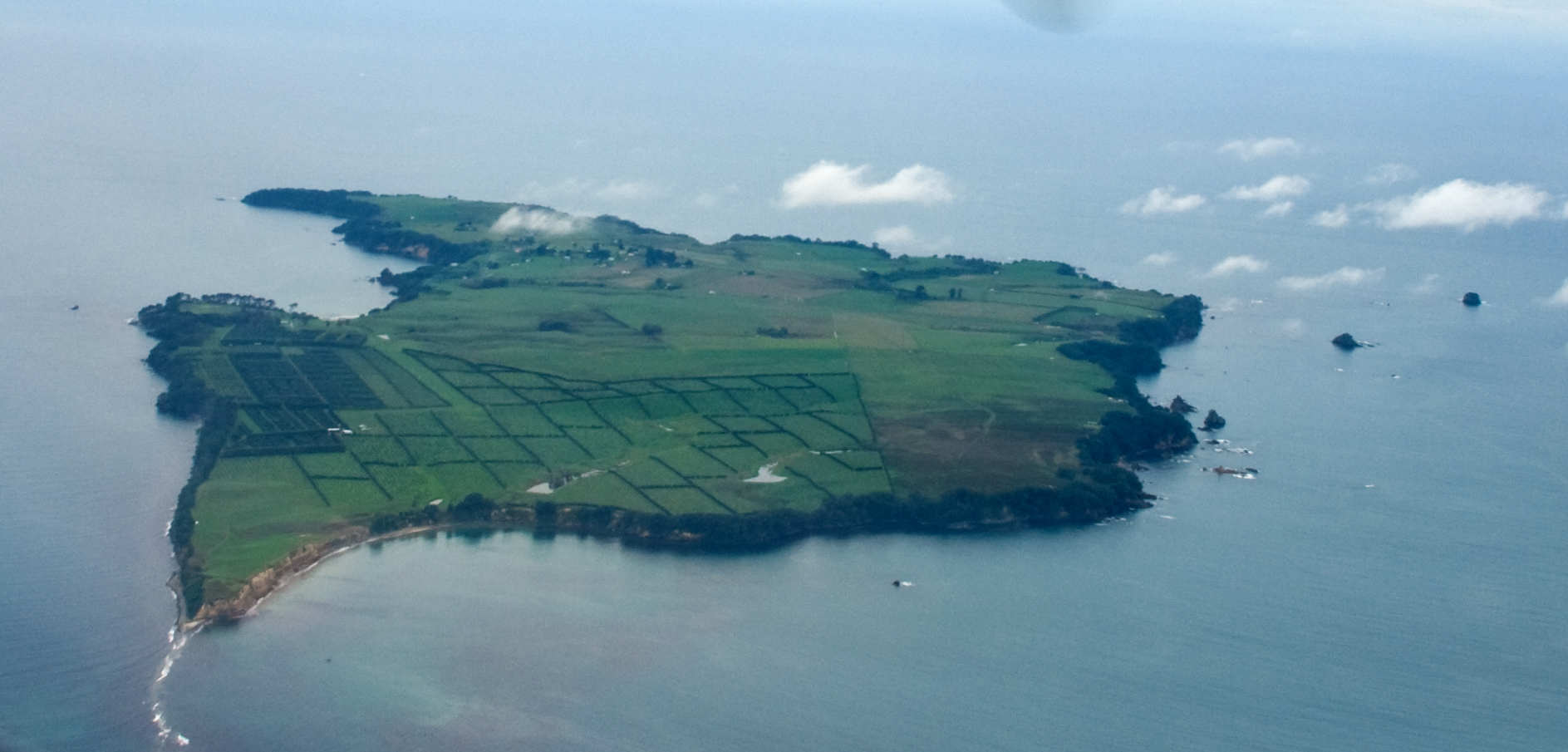

莫蒂蒂島是新西蘭的島嶼，位於北島的豐盛灣對開海域，距離陶朗加21公里，面積10平方公里，最高點海拔高度57米，主要經濟活動是農業，2006年人口27。
37°37′33″S 176°25′20″E / 37.6257°S 176.4221°E